# Station Rothem
Station Rothem is een voormalig spoorwegstation aan de Spoorlijn Aken - Maastricht. Het station werd geopend op 23 oktober 1853 en gesloten op 15 mei 1935. Het stationsgebouw werd in 1880 gebouwd en gesloopt in 1970. Het was gebouwd naar ontwerp van stationstype Standaardtype Eijs-Wittem.

## Heropening
Er zijn plannen geweest voor heropening van dit station, maar dit is niet doorgegaan.